# چیاپاک (آریزونا)
چیاپاک (به انگلیسی: Chiapuk) یک منطقهٔ مسکونی در ایالات متحده آمریکا است که در آریزونا واقع شده‌است. چیاپاک ۵۸۲ متر بالاتر از سطح دریا واقع شده‌است.